# Scandal (serie televisiva 2012)
Scandal è una serie televisiva statunitense, creata da Shonda Rhimes in collaborazione con Betsy Beers e trasmessa in prima visione assoluta sul canale statunitense ABC a partire dal 5 aprile 2012. In Italia è andata in onda per intero dal 13 novembre 2012 al 17 luglio 2018 sul canale satellitare Fox Life ed è in chiaro su Rai 3 dal 24 ottobre 2013. La serie TV narra le vicende di Olivia Pope, per il cui ruolo l'autrice si è ispirata a Judy Smith, l'ex addetta stampa del presidente statunitense George H. W. Bush.

## Trama
Olivia Pope, donna di grande determinazione e dai molteplici legami politici, dedica la sua vita a proteggere l'immagine pubblica dell'élite della nazione e i suoi segreti. Ex direttrice delle comunicazioni della Casa Bianca per il presidente repubblicano (di ampie vedute) Fitz Grant, decide di lasciare il posto di lavoro per creare la Olivia Pope e Associati (OPA), società di gestione delle crisi che ha come motto Gladiatori in doppio petto. Sperando d'iniziare un nuovo capitolo della sua vita (bloccata dall'impossibile relazione col Presidente Grant), scopre tuttavia che non può lasciarsi il passato alle spalle.
Lo staff della Olivia Pope e Associati è composto dall'avvocato Stephen Finch, affascinante donnaiolo inglese; Harrison Wright, avvocato dalla parlantina efficiente; Abby Whelan, investigatrice dello studio; Huck, hacker con un passato da killer di un settore dei servizi segreti clandestini B6-13; e Quinn Perkins, avvocatessa dal volto fresco e dal passato misterioso che impara velocemente il lavoro affiancando sempre più spesso il tormentato Huck. Tutti sono stati salvati o riscattati da Olivia e per questo sono disposti a fare qualsiasi cosa per lei.
Il cinico capo dello staff presidenziale Cyrus Beene, suo marito giornalista James Novak, la First Lady Mellie, che entrerà in politica prima come senatrice e poi eletta presidente, un industriale senza scrupoli (Hollis Doyle), una giudice della Corte Suprema (Verna Thornton), il Procuratore Distrettuale (poi Procuratore Generale degli USA) David Rosen, un sicario ex collega di Huck (Charlie), un deputato democratico nero già fidanzato di Olivia (Edison Davis), la Vicepresidente Sally Langston e il suo Capo dello Staff Billy Chambers, e nelle stagioni successive anche un ufficiale dei marines agli ordini speciali del presidente e del B6-13 (Jake Ballard), il padre di Olivia ("Comando", a capo del B6-13 Eli Pope aka Rowen), il capo dello staff vicepresidenziale Elisabeth North e infine la Vicepresidente Susan Ross completano l'entourage dei personaggi ricorrenti.

## Episodi
| Stagione         | Episodi | Prima TV USA | Prima TV Italia |
| ---------------- | ------- | ------------ | --------------- |
| Prima stagione   | 7       | 2012         | 2012            |
| Seconda stagione | 22      | 2012-2013    | 2013            |
| Terza stagione   | 18      | 2013-2014    | 2014            |
| Quarta stagione  | 22      | 2014-2015    | 2015            |
| Quinta stagione  | 21      | 2015-2016    | 2016            |
| Sesta stagione   | 16      | 2017         | 2017            |
| Settima stagione | 18      | 2017-2018    | 2018            |

## Personaggi e interpreti

### Personaggi principali
- Olivia Pope (stagioni 1-7), interpretata da Kerry Washington, doppiata da Olivia Manescalchi. Avvocato, era la direttrice delle comunicazioni del presidente alla Casa Bianca e ha la fama di essere la migliore "risolutrice di problemi" di Washington. Cyrus era il suo mentore quando lavorava alla campagna presidenziale di Grant, durante la quale lei e Fitz avevano una relazione che hanno portato avanti anche dopo l'elezione di Grant come Presidente. Nonostante i suoi sentimenti per lui, Olivia decide che la cosa migliore per lei è dare le dimissioni come direttrice delle comunicazioni e aprire un suo studio di "risolvi problemi", la "Olivia Pope e Associati". Durante la prima stagione si lascia intendere che Olivia è molto dedita al suo lavoro e affezionata ai suoi soci, così come loro sono molto devoti e leali nei suoi confronti in quanto ognuno di loro è stato salvato da una situazione difficile da lei. Durante la seconda stagione viene mostrato che Olivia ha a che fare con il passato di Quinn Perkins, anche prima che questa divenisse sua associata. Nel corso della serie, mantiene un rapporto altalenante con Fitz, essendo entrambi innamorati ma in una situazione clandestina. Avrà inoltre alcuni problemi con Cyrus e Mellie, la first lady, e con il procuratore David Rosen ma con essi intrattiene anche dei bizzarri rapporti di amicizia. Il suo unico vero amico sarà Stephen e si ritroverà piuttosto sola quando questi lascerà lo studio, cercherà di essere avvicinata come amica da Abby, la quale vedendola in questo stato la vorrebbe aiutare ma le due hanno un rapporto di amicizia fatto da molti alti e bassi in quanto Abby, al contrario degli altri associati, è l'unica che non sempre segue ciecamente gli ordini di Olivia. Durante la seconda stagione, Olivia sarà scoperta membro di una "cospirazione" con Cyrus, Mellie, Hollis Doyle e Verna Thornton per aver truccato delle macchine elettorali in Ohio affinché Grant vincesse le elezioni presidenziali (il quale ne è totalmente ignaro). Sarà poi capo dello Staff della presidente Mellie Grant.
- Presidente Fitzgerald Thomas Grant III (stagioni 1-7), interpretato da Tony Goldwyn, doppiato da Alessandro Maria D'Errico. Presidente repubblicano degli Stati Uniti D'America. È l'amante di Olivia ed è innamorato di lei ma è sposato con Mellie e hanno avuto tre bambini di cui uno morto in un attentato. Al termine del suo mandato presidenziale viene eletta la moglie.
- Abby Whelan (stagioni 1-7), interpretata da Darby Stanchfield, doppiata da Anna Lana. È l'investigatrice dello studio Olivia Pope e Associati. Era sposata con Charles Putney, un agricoltore della Virginia ma questi era vittima di alcolismo e la picchiava, così un giorno mentre Charles stava per colpire Abby per l'ennesima volta, Olivia la salva rompendo il ginocchio di lui con un cacciavite. Successivamente la ospita a casa sua e le trova i migliori avvocati divorzisti di Washington. Anche Abby è molto leale e legata a Olivia perché lei l'ha aiutata a rimettersi in sesto e a ricominciare la sua vita ma si arrabbia quando Olivia sembra non essere più se stessa e non aiuta più i clienti come ha fatto con i "gladiatori". Durante il processo di Quinn aiuta quindi Olivia e gli altri a provare la sua innocenza, nonostante lei creda che questa sia colpevole vista l'enorme quantità di prove che trova in suo sfavore. Anche dopo il suo rilascio, Abby continua a punzecchiare Quinn chiamandola "Lindsay" (vero nome di Quinn) o "signorina Molotov" (com'era soprannominata durante il processo) in quanto crede che lei li abbia traditi. Nella seconda stagione comincia una relazione con il procuratore generale David Rosen, nonostante lui inizialmente lo faccia per ricavare informazioni sul processo di Quinn che ha perso contro Olivia, che alla fine s'innamora di lei. Quando però Olivia scopre della relazione chiede a Harrison di farla finire perché David e Abby stavano per scoprire la cospirazione dietro al caso della morte del fidanzato di Quinn, così Wright contatta l'ex fidanzata di David per farle dire ad Abby che lui l'ha picchiata così che lei possa lasciarlo. In realtà questa era tutta una menzogna e nella terza stagione i due torneranno assieme. Ha origini scozzesi. Diviene per un periodo responsabile della Stampa per il presidente Grant, al posto di Olivia.
- Diego "Huck" Muñoz (stagioni 1-7), interpretato da Guillermo Díaz, doppiato da Luca Ghignone. Ex spia e sicario, e uno dei sei partecipanti al progetto B6-13 della CIA ora è l'esperto informatico e di spionaggio dello studio Olivia Pope e Associati. Nella quarta stagione si scopre che il vero nome di Huck è Diego Muñoz. Ex agente del servizio segreto clandestino B6-13, che l'ha sottratto alla sua famiglia, viene salvato da Olivia ed è disposto a tutto per lei.

- Quinn Perkins (stagioni 1-7), interpretata da Katie Lowes, doppiata da Valentina Pollani. Di cui il vero nome viene rivelato essere Lindsay Dwyer, sotto falsa identità per essere sospettata dell'omicidio del suo ex fidanzato e di altre sei persone. Quinn aveva fatto una chiamata dove minacciava il fidanzato, dopo aver scoperto che lui la tradiva e poco dopo un misterioso pacco bomba è stato recapitato all'azienda del ragazzo, facendolo saltare in aria con i suoi colleghi. Durante il primo processo, Lindsay viene rapita e portata a Washington dove si sveglia e trova documenti e soldi per iniziare una nuova vita sotto il nome di Quinn Perkins. Viene poi contattata da Harrison per essere assunta da Olivia come avvocato. Verrà mostrato alla fine che i responsabili del suo "trasferimento" sono proprio Huck e Olivia ma viene tenuta segreta la ragione del loro coinvolgimento. Durante la prima stagione comincia a frequentare il giornalista Gideon Wallace che viene poi ucciso da Billy Chambers. Durante la seconda stagione, scopre che Huck l'ha rapita e portata a Washington per ordine di Olivia, sul jet di Verna Thornon e, arrabbiata, gli chiede spiegazioni ma lui le confessa di non aver mai chiesto il motivo per cui era stato incaricato di rapirla e lei ne rimane indignata. Nonostante ciò decide di accettare Huck come suo mentore, cercando d'imparare la sua bravura nello spionaggio e con la tecnologia e questo farà parte del suo processo di far parte di un'organizzazione segreta per svolgere il lavoro sporco che Huck faceva nella CIA ovvero il progetto B6-13. Sostituisce la Pope al vertice dello studio. Nella settima stagione, nel giorno delle nozze, mentre è incinta al nono mese, viene rapita e fatta credere morta dal padre di Olivia, infatti trovano un corpo bruciato nel baule di un'auto.
- Harrison Wright (stagioni 1-3), interpretato da Columbus Short, doppiato da Diego Baldoin. Un avvocato che lavora per Olivia e dimostra di essere sempre molto devoto e fedele a questa. Lavorava a Takoma Park, sotto le dipendenze di Adnan Salif, arricchendosi evadendo il fisco. Quando sia lui e il suo capo vengono accusati di tradimento, Harrison inizialmente doveva essere condannato a otto anni di carcere ma viene difeso pro bono da Olivia e così ottiene una pena di soli sei mesi. Ha una relazione di tipo fratello-sorella con Quinn in quanto cerca sempre di proteggerla (soprattutto dalle prese in giro di Abby) ed è l'unico che la difende e le dimostra affetto. Ha denominato la squadra di Olivia "i gladiatori in doppio petto". Nella seconda stagione, durante il processo di Quinn sarà l'unico (assieme a Olivia) a credere fermamente nella sua innocenza e a rimanerle accanto, diventando suo amico, dopo che lei viene rilasciata. Quando presserà Olivia per sapere cosa la tormenta, lei gli chiederà di contattare l'ex fidanzata di David Rosen e di pagarla per mentire e dire ad Abby che lui l'aveva picchiata, per farli lasciare e lui lo farà ma sia Harrison che Olivia si sentiranno perennemente in colpa verso Abby vista la storia d'amore che li legava e visto il legame fratello-sorelle fra i tre.
- Cyrus Beene (stagioni 1-7), interpretato da Jeff Perry, doppiato da Massimiliano Lotti. Responsabile dello staff del presidente Grant, era il mentore di Olivia e suo grande amico. Intelligente e diabolico manipolatore privo di scrupoli. È omosessuale (cosa che tiene nascosta durante la campagna e nel primo periodo della presidenza di Grant) e uscirà allo scoperto sposando James, un giornalista della Casa Bianca, solo poco tempo dopo. Si candiderà alla presidenza, e poi sarà scelto come vicepresidente da Mellie Grant
- Mellie Grant (stagioni 2-7, ricorrente stagione 1), interpretata da Bellamy Young, doppiata da Anna Radici[4]. First Lady e moglie di Grant, è fredda opportunista e calcolatrice e farebbe di tutto per mantenere il marito (e di conseguenza, anche lei stessa) al potere anche se sa che lui ha una relazione con Olivia, cerca di non darci importanza, facendo il suo lavoro di First Lady. Entrata in politica, sarà prima senatrice e poi verrà eletta presidente degli Stati Uniti.
- David Rosen (stagioni 2-7, ricorrente stagione 1), interpretato da Joshua Malina, doppiato da Roberto Accornero[5]. Procuratore di Washington, spesso in contatto con Olivia e il suo studio ma finiranno per collaborare molte volte. Ha un'assistente di nome Alissa che gli è molto fedele. Dopo aver perso il caso di Quinn Perkins contro Olivia, cerca morbosamente informazioni sul suo coinvolgimento nella vicenda e di chiarire lo svolgesi dei fatti, tanto da arrivare a cercare di carpire informazioni da Abby Whelan e perdere il lavoro come procuratore. Quando però comincia a provare dei forti sentimenti per lei, abbandona la ricerca e ritorna al suo vecchio lavoro nonostante continui di tanto in tanto a cercare di sanare alcuni dubbi. Diviene poi procuratore generale degli Stati Uniti.
- Stephen Finch (stagione 1, guest star stagione 4), interpretato da Henry Ian Cusick, doppiato da Lorenzo Scattorin. Avvocato molto amico di Olivia e socio della Olivia Pope e Associati. Si trasferisce a Boston con la moglie alla fine della prima stagione.[6]
- Jake Ballard (stagioni 3-7, ricorrente stagione 2), interpretato da Scott Foley, doppiato da Fabrizio Vidale. Ufficiale dei marines inizialmente a servizio del Presidente. S'innamora di Olivia. Divenuto ammiraglio, guida segretamente il B6-13 e ufficialmente l'NSA. Sostituisce Olivia come capo dello staff di Mellie Grant.
- Eli Pope (stagioni 5-7, ricorrente stagioni 2-4), interpretato da Joe Morton, doppiato da Mario Brusa, capo del B6-13 e padre di Olivia. Smascherato, viene arrestato, ma poi rilasciato.
- Elizabeth North (stagioni 5-6, ricorrente stagione 4) interpretata da Portia de Rossi, doppiata da Sonia Mazza. Sostituisce Cyrus Beene come capo dello staff del presidente Fitz Grant, ma presto gli ricede il posto, per ricoprire lo stesso ruolo con il vicepresidente.
- Marcus Walker (stagioni 5-7, guest star stagione 4) interpretato da Cornelius Smith Jr., doppiato da Paolo De Santis. È un attivista poi candidato come sindaco di Washington. Successivamente lavorerà per Olivia durante la compagna di Mellie per poi essere assunto come addetto stampa alla Casa Bianca con Fitz.
- Charlie (stagione 7, ricorrente stagioni 1-6), interpretato da George Newbern, doppiato da Gigi Rosa. Agente del B6-13 spesso in competizione con Huck. Killer professionista usato da Cyrus, Rowen e a volte Jake. Sposa alla fine Quinn.

### Personaggi ricorrenti
- Sally Langston (stagioni 1-5, 7, guest star stagione 6), interpretata da Kate Burton, doppiata da Aurora Cancian.
Vicepresidente di Grant, inizialmente sua avversaria nelle primarie repubblicane per la presidenza. È molto credente, bigotta e oscurantista ma anche fortemente ambiziosa: dopo che Grant subirà un attentato, non esiterà a forzare l'interpretazione della Costituzione per diventare Presidente pro tempore con il pretesto di fare l'interesse del suo paese. Non riuscirà a mantenere il suo posto durante il secondo mandato di Grant e diventerà conduttrice di un importante show televisivo sulla politica di Washington.
- Tom Larsen (stagioni 1-6, guest star stagione 7), interpretato da Brian Letscher, doppiato da Pasquale Ruju (st. 1-ep. 2x03) e da Dimitri Riccio (ep. 2x07-ep. 7x18).
Guardia di Fitz che in seguito si scopre essere un agente del B6-13. Uccide il figlio di Grant.
- Edison Davis (stagioni 2, 5, guest star stagione 3), interpretato da Norm Lewis, doppiato da Riccardo Lombardo.
Deputato democratico ed ex fidanzato di Olivia.
- Billy Chambers (stagioni 1-2), interpretato da Matt Letscher, doppiato da Andrea Zalone.
Capo dello staff del vicepresidente Sally Langston.
- Verna Thornton (stagione 2), interpretata da Debra Mooney, doppiata da Rosalba Bongiovanni.
Giudice della Corte Suprema e amica di Olivia, fa parte anche lei della cospirazione per truccare i voti.
- James Novak (stagioni 1-3, guest star stagioni 4, 6), interpretato da Dan Bucatinsky, doppiato da Andrea Beltramo.
Giornalista marito di Cyrus Beene. Desidera fortemente poter adottare un figlio.
- Hollis Doyle (stagioni 2, 5, guest star stagioni 3, 6-7), interpretato da Gregg Henry, doppiato da Cesare Rasini.
Spregiudicato e cinico petroliere texano, finanziatore della campagna presidenziale di Grant. È lui che ha convinto gli altri a ricorrere alle elezioni truccate per poter entrare alla Casa Bianca e avere più profitti sugli oleodotti, è anche il responsabile della morte del fidanzato di Quinn, Jesse e delle altre sei persone ed è lui a volerla incastrare per gli omicidi.
- Leo Bergen (stagioni 3-4, 6, guest star stagione 5), interpretato da Paul Adelstein, doppiato da Alessandro Quarta.
Fa lo stesso mestiere di Olivia e inizialmente gestisce la campagna di Sally Langston. Ha una relazione con Abby.
- Maya Pope (stagioni 3-4, 6-7), interpretata da Khandi Alexander, doppiata da Cristina Giolitti.
Madre di Olivia e terrorista nota in tutto il mondo come Marie Wallace. Arrestata, viene condannata e imprigionata in un carcere di massima sicurezza.
- Andrew Nichols (stagioni 3-4, guest star stagione 5), interpretato da Jon Tenney, doppiato da Tony Sansone.
Amico di Fitz che lo sceglie come VP per il suo secondo mandato. Si scoprirà essere amante di Mellie e di Elizabeth North e inoltre responsabile del rapimento di Olivia.
- Susan Ross (stagioni 4-5), interpretata da Artemis Pebdani, doppiata da Esther Ruggiero.
Nuovo vicepresidente dell'amministrazione Grant dopo Andrew Nichols. Avrà una relazione con David Rosen.
- Michael Ambruso (stagioni 4-6), interpretato da Matthew Del Negro, doppiato da Gianluca Iacono.
Gigolò inviato per sottrarre informazioni a Cyrus, per evitare uno scandalo in seguito diventerà poi suo marito.
- Reporter Ashley Davidson (stagioni 3-7), interpretata da Kimrie Lewis.

### Altri personaggi
- Amanda Tanner (stagione 1), interpretata da Liza Weil, doppiata da Beatrice Caggiula[7]. Assistente lavoratrice alla Casa Bianca. All'inizio viene contattata da Olivia perché voleva rendere pubblico di essere andata a letto una notte con il presidente e di esserne rimasta incinta, si scoprirà invece che aveva una relazione con Billy Chambers e che i due avevano in mente di rovinare il presidente Grant per permettere a Sally Langston di prendere il potere al suo posto. Verrà uccisa da Charlie (ex compagno del progetto B-613 di Huck) mandato da Cyrus.
- Gideon Wallace (stagione 1), interpretato da Brendan Hines, doppiato da Paolo De Santis. Reporter che cerca la verità sul caso di Amanda Tanner. Fidanzato di Quinn Perkins per una parte della prima stagione, verrà ucciso da Billy Chambers perché era arrivato alla verità sulla sua storia con Amanda.
- Alissa, (stagioni 1-2) interpretata da Brenda Song, doppiata da Chiara Francese. Assistente di David Rosen.
- Kim Muñoz (stagione 4, guest star stagioni 2-3, 5), interpretata da Jasika Nicole, doppiata da Patrizia Mottola. Compagna di Huck e madre di Javi, Huck è costretto ad abbandonarli una volta entrato nel B6-13.
- Jerry Grant (stagione 3), interpretato da Dylan Minnette, doppiato da Federico Viola. Figlio maggiore di Fitz e Mellie, assassinato dal B6-13 per colpire il Presidente.
- Adnan Salif (stagione 3), interpretata da Nazanin Boniadi, doppiata da Elena Canone. Terrorista che collabora con Marie Wallace avente un passato con Harrison.
- Franklin Russel (stagione 4, guest star stagione 5), interpretato da Brian J. White, doppiato da Dario Oppido. Interesse amoroso di Olivia che poi si scopre essere un agente del B6-13. Ucciso da Jake.
- Elise Martin (stagione 5), interpretata da Mía Maestro, doppiata da Tania De Domenico. Agente del B6-13 uccisa da Russell avente un passato con Jake, il quale infatti vendica la sua morte.
- Vanessa Moss (stagione 5, guest star stagioni 6-7), interpretata da Joelle Carter e poi da Jessalyn Gilsig, doppiata da Maddalena Vadacca. Interesse amoroso e poi moglie di Jake.
- Francisco Vargas (stagioni 5-6), interpretato da Ricardo Antonio Chavira, doppiato da Massimo Rossi. Candidato democratico la cui campagna presidenziale contro Mellie viene gestita da Cyrus.

## Produzione
All'inizio del 2011 è stato annunciato che Shonda Rhimes, già autrice di Grey's Anatomy e Private Practice, stava lavorando a un nuovo progetto. Kerry Washington ottenne il ruolo principale assieme a Henry Ian Cusick nel febbraio successivo; subito dopo Tony Goldwyn ottenne il ruolo del presidente Fitzgerald Thomas Grant III.
Nel mese di maggio 2011 l'emittente ABC confermò la in midseason composta da sette episodi; durante il Winter Television Critics Association Press Tour, fu annunciato che lo show sarebbe stato mandato in onda dal 5 aprile 2012 dopo Grey's Anatomy, occupando il posto di Private Practice.
L'11 maggio 2012 la ABC ha rinnovato la serie per una seconda stagione composta da circa 7 episodi. Il 29 ottobre 2012 la ABC ha ordinato altri 15 episodi per la seconda stagione della serie, portando così il totale episodi della stagione a 22.
Il 10 maggio 2013 la ABC ha rinnovato Scandal per una terza stagione, in onda da giovedì 3 ottobre 2013 negli Stati Uniti. Inizialmente composta da 22 episodi, in seguito alla gravidanza della protagonista, la terza stagione è stata ridotta a 18 episodi. Il 18 marzo 2014 la ABC ha rinnovato Scandal per una quarta stagione, in onda in Italia dal gennaio 2015.
Il 7 maggio 2015 la ABC ha rinnovato la serie per una quinta stagione. La serie è andata in onda da giovedì 24 settembre 2015 negli Stati Uniti. La produzione è iniziata il 21 maggio 2015, quando la Rhimes ha annunciato su Twitter che gli scrittori erano in pieno svolgimento della stesura della quinta stagione, mentre le riprese hanno avuto inizio il 16 luglio 2015. È stata rinnovata anche per una sesta stagione. Il 10 febbraio 2017, ABC ha rinnovato la serie per una settima stagione; il 10 maggio 2017, è stato annunciato che sarebbe stata l'ultima stagione, e che sarebbe stata composta da 18 episodi.

## Premi e riconoscimenti
| Anno | Premio                            | Categoria                                                                               | Nominato | Risultato | Rif.   |
| ---- | --------------------------------- | --------------------------------------------------------------------------------------- | --- | --------- | ------ |
| 2012 | Alma Award                        | Migliore attore televisivo non protagonista                                             | Guillermo Díaz | Nominato  | [ 20 ] |
| 2013 | Emmy Awards                       | Migliore attore non protagonista in una serie drammatica                                | Dan Bucatinsky | Vincitore | [ 21 ] |
| 2013 | Emmy Awards                       | Migliore attrice protagonista in una serie drammatica                                   | Kerry Washington | Nominato  | [ 21 ] |
| 2013 | BET Awards                        | Migliore attrice                                                                        | Kerry Washington | Vincitore | [ 22 ] |
| 2013 | Imagen Awards                     | Migliore attore/TV                                                                      | Guillermo Díaz | Nominato  | [ 23 ] |
| 2013 | NAACP Image Awards                | Migliore serie drammatica                                                               | Migliore serie drammatica | Vincitore | [ 24 ] |
| 2013 | NAACP Image Awards                | Migliore attrice in una serie drammatica                                                | Kerry Washington | Vincitore | [ 24 ] |
| 2013 | NAACP Image Awards                | Migliore scrittura in una serie drammatica                                              | Shonda Rhimes ("Sweet Baby") | Nominato  | [ 24 ] |
| 2013 | TV Guide Awards                   | Migliore serie drammatica                                                               | Migliore serie drammatica | Vincitore | [ 25 ] |
| 2013 | TV Guide Awards                   | Migliore attrice                                                                        | Kerry Washington | Vincitore | [ 25 ] |
| 2013 | TV Guide Awards                   | Miglior cast                                                                            | Kerry Washington, Columbus Short, Darby Stanchfield, Katie Lowes, Guillermo Díaz, Jeff Perry, Tony Goldwyn, Bellamy Young, Joshua Malina, Scott Foley | Nominato  | [ 25 ] |
| 2013 | Vision Awards                     | Migliore serie drammatica                                                               | Migliore serie drammatica | Nominato  | [ 26 ] |
| 2014 | SAG Awards                        | Migliore attrice in una serie tv (drammatica)                                           | Kerry Washington | Nominato  | [ 27 ] |
| 2014 | Golden Globe                      | Migliore attrice in serie TV                                                            | Kerry Washington | Nominato  | [ 28 ] |
| 2014 | Emmy Awards                       | Migliore attore non protagonista                                                        | Joe Morton | Vincitore | [ 29 ] |
| 2014 | Emmy Awards                       | Migliore attrice non protagonista in una serie drammatica                               | Kate Burton | Nominato  | [ 29 ] |
| 2014 | Emmy Awards                       | Migliore attrice protagonista in una serie drammatica                                   | Kerry Washington | Nominato  | [ 29 ] |
| 2014 | Critics' Choice Television Awards | Migliore attrice non protagonista in una serie tv drammatica                            | Bellamy Young | Vincitore | [ 30 ] |
| 2014 | Critics' Choice Television Awards | Migliore guest in una serie tv drammatica                                               | Joe Morton | Nominato  | [ 30 ] |
| 2014 | BET Awards                        | Migliore attrice                                                                        | Kerry Washington | Nominato  | [ 31 ] |
| 2014 | Dorian Awards                     | Migliore attrice TV dell'anno                                                           | Kerry Washington | Nominato  | [ 32 ] |
| 2014 | Gracie Awards                     | Migliore serie drammatica                                                               | Migliore serie drammatica | Vincitore | [ 33 ] |
| 2014 | NAACP Image Awards                | Migliore serie drammatica                                                               | Migliore serie drammatica | Vincitore | [ 24 ] |
| 2014 | NAACP Image Awards                | Migliore attrice in una serie drammatica                                                | Kerry Washington | Vincitore | [ 24 ] |
| 2014 | NAACP Image Awards                | Migliore attore non protagonista in una serie drammatica                                | Guillermo Díaz | Nominato  | [ 24 ] |
| 2014 | NAACP Image Awards                | Migliore attore non protagonista in una serie drammatica                                | Columbus Short | Nominato  | [ 24 ] |
| 2014 | NAACP Image Awards                | Migliore attore non protagonista in una serie drammatica                                | Joe Morton | Vincitore | [ 24 ] |
| 2014 | Prism Award                       | Episodio in una serie drammatica – Serpe in giardino ("Serpe in giardino")              | Episodio in una serie drammatica – Serpe in giardino ("Serpe in giardino")                                                                            | Vincitore | [ 34 ] |
| 2014 | Prism Award                       | Performance in una serie drammatica                                                     | Tony Goldwyn | Nominato  | [ 34 ] |
| 2014 | TV Guide Awards                   | Migliore serie drammatica                                                               | Migliore serie drammatica | Nominato  | [ 35 ] |
| 2014 | TV Guide Awards                   | Migliore attrice                                                                        | Kerry Washington | Nominato  | [ 35 ] |
| 2014 | Vision Awards                     | Migliore serie drammatica                                                               | Migliore serie drammatica | Vincitore | [ 36 ] |
| 2015 | Teen Choice Awards                | Migliore attrice in una serie televisiva drammatica                                     | Kerry Washington | Nominato  | [ 37 ] |
| 2015 | People's Choice Awards            | Migliore serie drammatica di un network                                                 | Migliore serie drammatica di un network | Nominato  | [ 38 ] |
| 2015 | Emmy Awards                       | Migliore attrice drammatica                                                             | Kerry Washington | Nominato  | [ 38 ] |
| 2015 | Emmy Awards                       | Migliore attrice Guest in una serie drammatica                                          | Khandi Alexander | Nominato  | [ 39 ] |
| 2015 | Young Artist Awards               | Migliore performance in una serie televisiva - Giovane attore ricorrente di anni 11-16  | Jaden Betts | Nominato  | [ 40 ] |
| 2015 | Young Artist Awards               | Migliore performance in una serie televisiva - Giovane attrice ricorrente di anni 14-16 | Brielle Barbusca | Nominato  | [ 40 ] |
| 2015 | OFTA Television Awards            | Migliore attrice in una serie drammatica                                                | Kerry Washington | Nominato  | [ 41 ] |
| 2015 | OFTA Television Awards            | Migliore attrice Guest in una serie drammatica                                          | Khandi Alexander | Nominato  | [ 41 ] |
| 2015 | NAACP Image Awards                | Migliore serie drammatica                                                               | Migliore serie drammatica | Nominato  | [ 42 ] |
| 2015 | NAACP Image Awards                | Migliore attrice in una serie drammatica                                                | Kerry Washington | Nominato  | [ 42 ] |
| 2015 | NAACP Image Awards                | Migliore attore non protagonista in una serie drammatica                                | Joe Morton | Vincitore | [ 42 ] |
| 2015 | NAACP Image Awards                | Migliore attore non protagonista in una serie drammatica                                | Guillermo Díaz | Nominato  | [ 42 ] |
| 2015 | NAACP Image Awards                | Migliore attrice non protagonista in una serie drammatica                               | Khandi Alexander | Vincitore | [ 42 ] |
| 2015 | NAACP Image Awards                | Migliore scrittura in una serie drammatica                                              | Zahir McGhee ("Affari di famiglia") | Nominato  | [ 42 ] |
| 2015 | BET Awards                        | Migliore attrice                                                                        | Kerry Washington | Nominato  | [ 43 ] |
| 2016 | Teen Choice Awards                | Migliore attrice in una serie televisiva drammatica                                     | Kerry Washington | Nominato  | [ 44 ] |
| 2016 | People's Choice Awards            | Migliore serie drammatica di un network                                                 | Migliore serie drammatica di un network | Nominato  | [ 45 ] |
| 2016 | People's Choice Awards            | Migliore attrice drammatica                                                             | Kerry Washington | Nominato  | [ 45 ] |
| 2016 | People's Choice Awards            | Migliore attore drammatico                                                              | Scott Foley | Nominato  | [ 45 ] |
| 2016 | NAACP Image Awards                | Migliore attore non protagonista in una serie drammatica                                | Joe Morton | Vincitore | [ 46 ] |
| 2016 | NAACP Image Awards                | Migliore attore non protagonista in una serie drammatica                                | Guillermo Díaz | Nominato  | [ 46 ] |
| 2016 | NAACP Image Awards                | Migliore attrice in una serie drammatica                                                | Kerry Washington | Nominato  | [ 46 ] |
| 2016 | NAACP Image Awards                | Migliore serie drammatica                                                               | Migliore serie drammatica | Nominato  | [ 46 ] |
| 2017 | People's Choice Awards            | Migliore attrice drammatica                                                             | Kerry Washington | Nominato  | [ 47 ] |
| 2017 | People's Choice Awards            | Migliore attore drammatico                                                              | Scott Foley | Nominato  | [ 47 ] |
| 2017 | NAACP Image Awards                | Migliore attrice protagonista in una serie drammatica                                   | Kerry Washington | Nominato  | [ 48 ] |
| 2017 | NAACP Image Awards                | Migliore attore non protagonista in una serie drammatica                                | Joe Morton | Nominato  | [ 48 ] |
| 2017 | Location Managers Guild Awards    | Miglior Locations in una serie TV contemporanea                                         | Veronique Vowell | Nominato  | [ 49 ] |